# Skandinavism

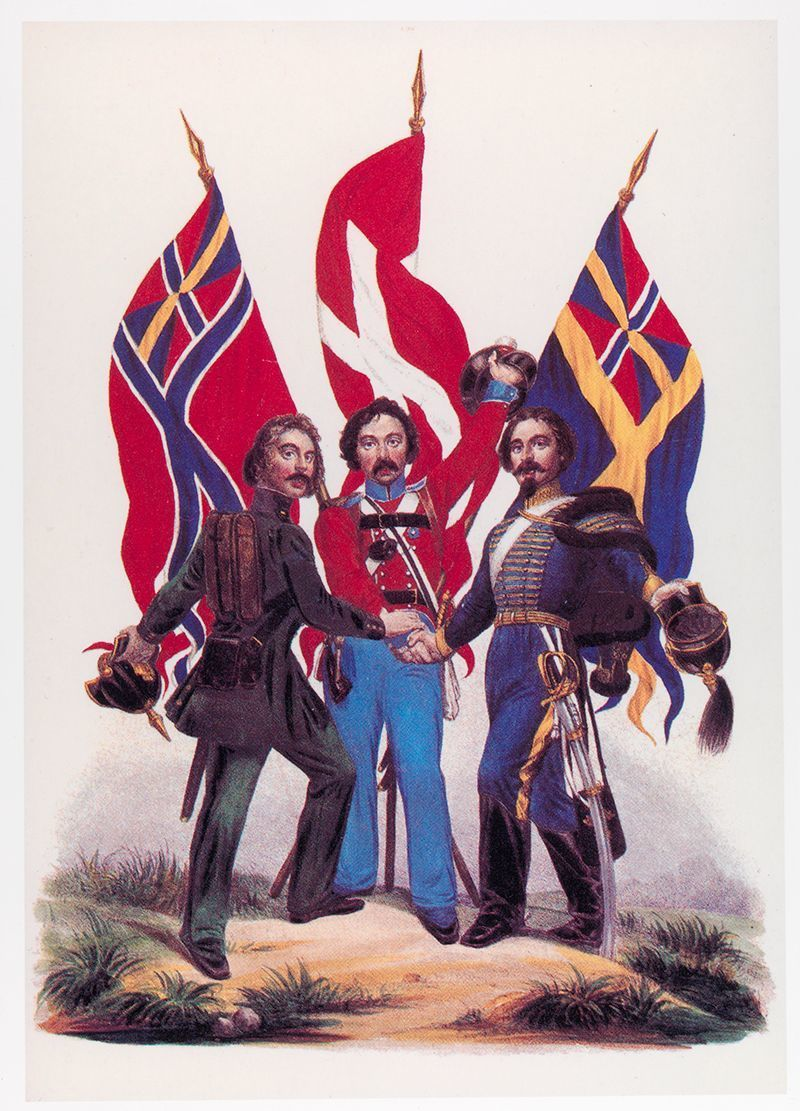
En propagandabild (c:a 1845) som är tänkt att symbolisera "de skandinaviska brödrafolken".

Skandinavism (danska: skandinavisme; norska: skandinavisme) är en pannationell rörelse med ursprung i de kulturella, geografiska och historiska banden mellan de skandinaviska länderna. I mitten av 1800-talet påverkade den starkt Sveriges, Norges och Danmarks politik. De första signalerna kom redan under 1700-talet från de vetenskapliga och litterära kretsarna i Danmark, men det skedde under inflytande av 1800-talets liberala idéer. Den fiendskap som fjärmat de nordiska länderna från varandra började inom de litterära kretsarna läggas åt sidan och i stället talade man för att de skandinaviska folken borde känna sig som bröder. Detta ledde efterhand fram till vår tids nordistiska tankar och samarbeten.

## En stapplande början
Redan 1761 förespråkades i Danmark en varaktig vänskap mellan svenskar och danskar, och Gustav III:s besök i Köpenhamn 1787 hälsades med en artikel i tidskriften Minerva, där det talades om den glädje varje skandinav borde känna över de tre folkens gemensamma kultur. Ordet skandinav kom på detta sätt in i språken. Skandinavisk literaturselskab bildades 1796 i Köpenhamn och utgav under en följd av år en tidskrift, Skandinavisk Museum, som var avsedd att främja de litterära förbindelserna mellan de båda folken, men efter en relativt kort tid publicerade man inte längre några svenska bidrag.

## Interna krig, men också litterära närmanden
Regeringarnas politik växlade under tiden från förbund (de väpnade neutraliteterna) till krig. Danmark angrep sålunda Sverige på Napoleon I:s befallning 1808, och Gustav IV Adolf umgicks med planer på att erövra Norge eller Själland. Under sådana förhållanden var det ej förvånande, att Fredrik VI:s tronföljdsplaner i Sverige 1809 och 1810 misslyckades. Norges separation från Danmark och senare påtvingade union med Sverige 1814 verkade snarast i en antiskandinavisk riktning.
1800-talets litterära förbindelser blev betydelsefullare. Både danska och svenska författare möttes på den fornnordiska kulturens gemensamma mark och Esaias Tegnérs hälsning till Adam Oehlenschläger vid promotionen i Lund 1829 ("Söndringens tid är förbi, och han borde ej funnits i andens fria, oändliga värld") fick en viss symbolisk betydelse. Professorer och studenter vid Köpenhamns och Lunds universitet besökte varandra och kommunikationen underlättades då en ångbåtsförbindelse med Malmö öppnades 1828. 1839 gästades Köpenhamn av ett stort antal studenter från Lund som firade den "nordiska treenigheten". Samma år började den entusiastiske skandinavisten Frederik Barfod utgivningen av en nordisk tidskrift Brage og Idun, och Christian August Egeberg tog initiativet till det första skandinaviska naturforskarmötet i Göteborg 1839.
Det hade så gott som uteslutande varit fråga om litterära, vetenskapliga eller privata förbindelser, och att Karl XIV Johan inte ville veta av någon politisk skandinavism visade Gustaf af Wetterstedts cirkulärdepesch 1837 till de svenska beskickningarna med varningar mot varje försök att störa sakernas dåvarande ordning i Nordens tre länder.

## Slesvigs ställning gör skandinavismen populär i Danmark
Att skandinavismen med tiden fick en politisk färg berodde på förhållanden i Danmark. Redan mot slutet av 1830-talet hade där en liberal opposition framträtt mot det rådande enväldet, och samtidigt började man intressera sig för det danska språket i Schleswig och eftersträva en närmare anslutning av den ursprungligen danska provinsen till Danmark.
De liberala uppträdde som "nationalliberala" under ledning av Orla Lehmann, Carl Ploug med flera och fick särskilt i tidningen Fædrelandet ett organ. Men för dessa strävanden ansåg man sig behöva sympatier och stöd hos de andra nordiska folken, framför allt i Sverige, och Danmarks enhet ända till floden Eider började snart framställas som en gemensam angelägenhet för Skandinavien.
Dessa strävanden, de liberala likväl som de "nationalliberala", möttes med sympati av Sveriges universitetsstudenter och efter hand även i Norge, och studentmötena blev ett medel att främja saken. Det blev studentskandinavismens tid. Vid ett besök av Lundastudenter i Köpenhamn 1842 höll Fr. Barfod tal för Nordens enhet och Nordens frihet, och 1843 skedde det första stora studenttåget från Köpenhamn och Lund till Uppsala under många tal. Den strid som utkämpades för danskheten i landet mellan Eider och Kongeaa angick även Sverige, hette det i ett tal av Ploug i Kalmar, och han krävde Sveriges hjälp när det gällde.
Regeringarna visade sig bekymrade; Karl XIV Johans avvisande hållning till en skandinavisk rörelse har redan nämnts, men även Oscar I ställde sig i början reserverad och ett beramat studentmöte i Köpenhamn 1844 inställdes på hans önskan. År 1845 kom dock ett studentmöte i Köpenhamn verkligen till stånd, i vilket även norrmän deltog, och entusiasmen steg till sin höjdpunkt.
I Köpenhamn hade under vissa svårigheter ett Skandinavisk selskab bildats 1843, och dess ledare uppträdde nu, studenterna mottogs med hänförelse av Köpenhamns befolkning och på en fest i Ridehuset höll Orla Lehmann ett tändande tal. Han tog till sist den samlade ungdomens löfte om "ett obrottsligt fostbrödralag" till det gemensamma fäderneslandets, det härliga Nordens, bästa, att för denna sak "sätta i pant sin mandoms ära och sin själafred".
Talet föranledde ett åtal, som dock slutade med frikännande, och åtalet bidrog endast till att förstärka dess intryck. Studentungdomen hade erkänt Sveriges och Norges förpliktelse att vid Danmarks sida kämpa för bevarandet av Schleswig åt det skandinaviska Norden, men från Norge hördes därjämte motsägelser, och en hel litteratur av tidningsartiklar och broschyrer växte upp efter hand. Från denna tid ägnade den svenske publicisten Oscar Patric Sturzen-Becker under mer än två årtionden ett hängivet intresse åt skandinavismens sak i Helsingborg eller Köpenhamn.

## Dansk-tyskt krig prövar samhörighetskänslan
Skäl att infria dessa löften infann sig snart. Sedan Danmarks nye kung Fredrik VII, efter någon tvekan, upptagit de danska nationalliberalernas program beträffande Schleswig samt lovat Danmark en ny författning, utbröt ett uppror i Schleswig och Holstein, som snart understöddes av det revolutionära parlamentet i Frankfurt am Main samt Preussen.
Många frivilliga från Sverige och Norge strömmade till, och Fredrik VII vände sig till Oscar I med en begäran om hjälp, som fann ett livligt understöd hos en stor del av pressen inte bara i Sverige, utan även i Norge. Oscar I drog samman trupper i Skåne och lät överföra en del till Fyn, men ville inte skrida till krig mot Preussen eller Tyska förbundet, såvida inte rent danskspråkiga landskap - Jylland eller öarna - angreps, vilket inte heller skedde.
Kungen inskränkte sig till diplomatisk medling och bidrog först till stillestånd och sedan till fred mellan Danmark och Preussen. Danmarks och hertigdömenas ställning ordnades på konferenser i London 1850 och 1852, liksom den danska tronföljden; det senare på ett sätt som för framtiden tycktes utesluta den dynastiska förening mellan de tre nordiska rikena som man spekulerat år 1848 och 1849 (genom att den barnlöse Fredrik VII adopterade Oscar I).
I Danmark sysselsatte man sig därefter med att ordna de inre förhållandena, och skandinavismen gjorde inte stort väsen av sig under de närmaste åren. 1856 inträffade dock ett omslag. Sedan den danska helstatsförfattningen av år 1855 antagits, protesterade ständerna i Holstein och fann stöd både hos tyska förbundsdagen och hos Preussen och Österrike.

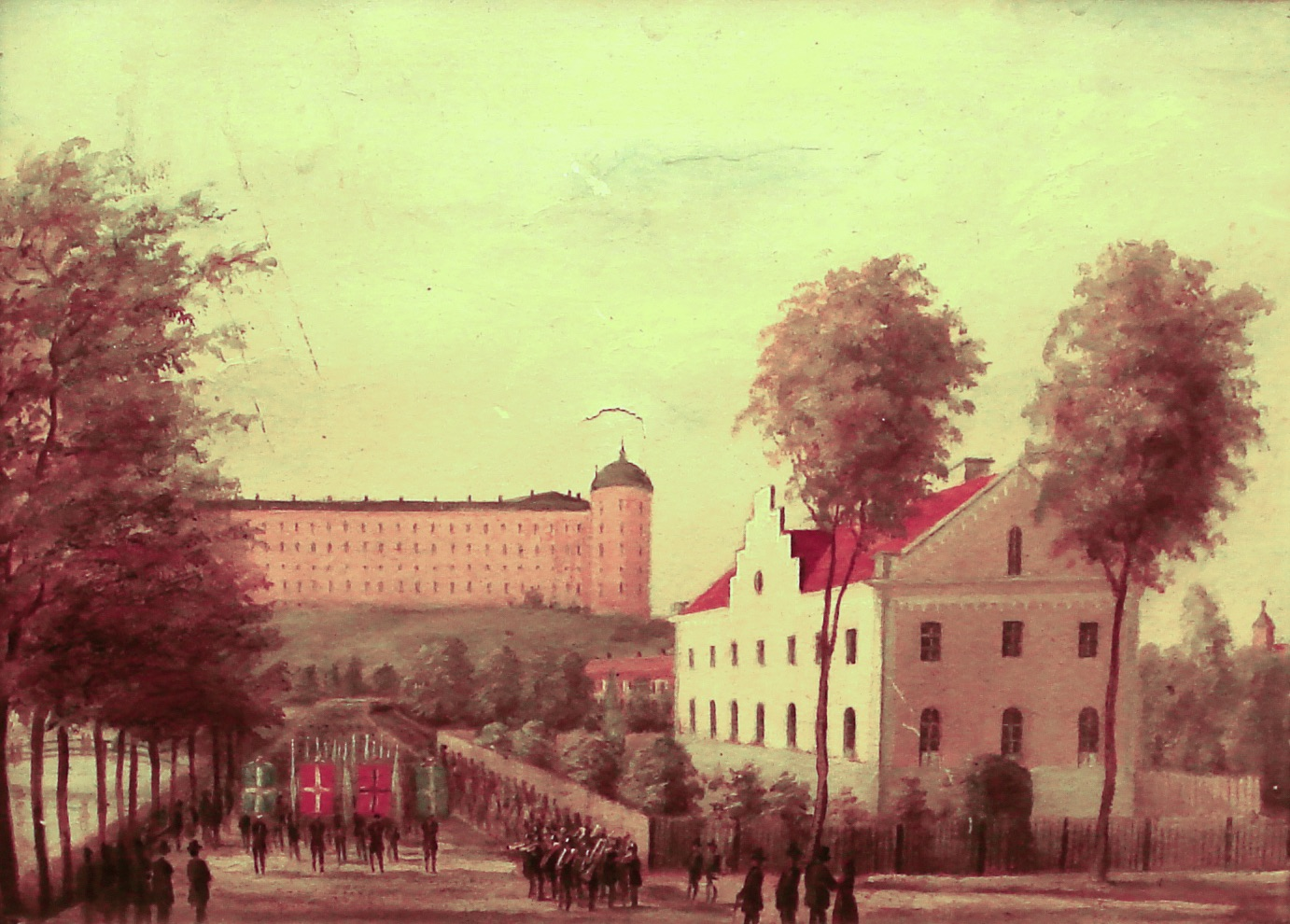
Nordiska studentmötet i Uppsala 1856. Studenter marscherar förbi Svandammen.

De växande svårigheterna kom de nationalliberala att åter se sig om efter hjälp hos de andra nordiska rikena. I Sverige beslöt vid samma tid Oscar I, besviken över novembertraktatens resultat, att lägga om sin politik i skandinavisk riktning, och skandinavismen blev en europeisk fråga. Studentmötet i Uppsala 1856 där Ploug talade för Nordens enhet, åtminstone i framtiden under en gemensam dynasti, fick en helt politisk karaktär, och vid festen för studenterna på Drottningholms slott fällde Oscar I de bekanta orden, att krig mellan skandinaviska bröder hädanefter vore omöjligt, att deras svärd stod redo till gemensamt försvar.
Han trädde i förbindelse med Ploug och sökte dessutom vinna de båda västmakterna för skandinavismens sak – i Frankrike verkade Napoleon III för denna – och mottog från dem mot slutet av året ganska välvilliga förklaringar. Broschyrer utkom och den europeiska pressen började bearbetas.
Till Danmark avsändes mot slutet av 1856 i särskild beskickning amiralen Christian Adolf Virgin för att verka för saken. Denne stod i kontakt med de danska skandinaverna, liksom med Sturzen-Becker, och det gick så långt att Oscar I 27 mars 1857 till Fredrik VII översände ett förslag till en ömsesidig försvarsallians, men vad Danmark anbelangade gällde den endast det egentliga Danmark och Schleswig. Fredrik VII avböjde förslaget, då Holstein inte var inbegripet, och därmed föll frågan för den gången.

## Återigen krig utan skandinavisk militärsamverkan
Oscar I blev sjuk under slutet av 1857; under växande samförstånd mellan Frankrike och Ryssland varnade den franske utrikesministern uttryckligen för att hänge sig åt några skandinaviska illusioner, och det nya svenska kabinettet tycktes inta en avgjort antiskandinavisk hållning. Nya förbindelser inleddes dock mellan Fredrik VII och Karl XV; muntligt avtal om ett försvarsförbund träffades sommaren 1863 på Skodsborg, men då Preussen och Österrike angrep Danmark efter Fredrik VII:s död (november 1863) visade det sig att Sverige-Norge inte ensamt vågade bistå Danmark militärt. Striden om Schleswigs ställning samt om de tyska hertigdömena avgjordes genom freden i Wien 1864; med den politiska och dynastiska skandinavismen var det slut, då Sverige-Norge inte hade bistått Danmark i kriget – ett sista opraktiskt förslag till ett skandinaviskt förbund och ett familjefördrag hade dryftats inom politiska kretsar våren 1864.

## Samverkan på civila områden

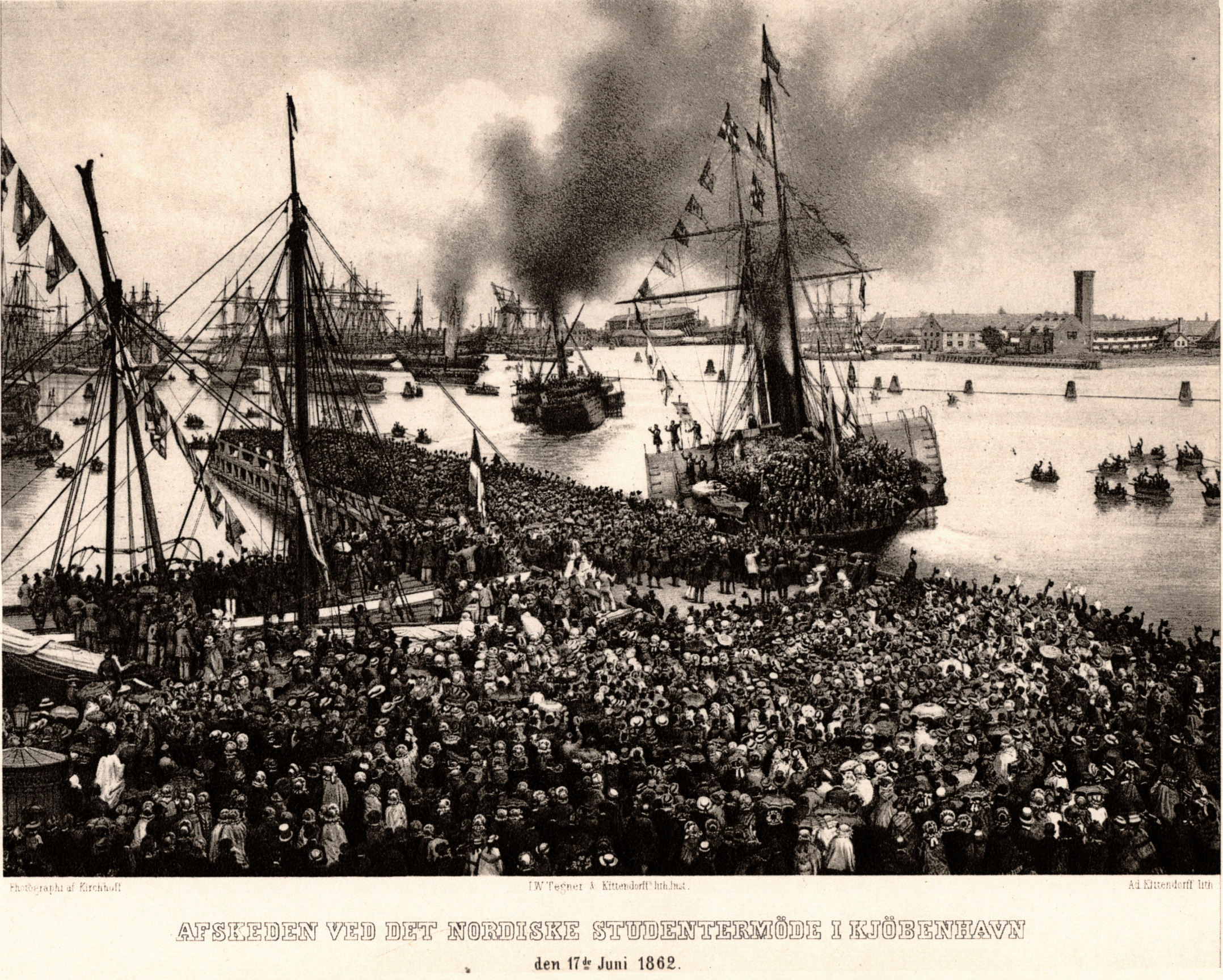
Avskedet vid det nordiska studentmötet i Köpenhamn den 17 juni 1862. Litografi.

Utgången väckte bittra känslor inte bara hos Karl XV, utan även hos många varmhjärtade skandinaver. För att hålla idén vid liv bildades (1864, 1865) föreningar i Danmark (Nordisk samfund), i Sverige (Nordiska nationalföreningen) och i Norge (Skandinavisk selskab). De tre föreningarnas gemensamma organ blev den i Lund några år utgivna Nordisk tidskrift för politik, ekonomi och litteratur (1866-1870).
Viktigare blev strävandena att på praktiska områden närma de nordiska folken till varandra. En skandinavisk postförening mellan Sverige och Danmark bildades 1869, en myntkonvention ingicks 1873, biträdd av Norge 1875. Det första nordiska juristmötet 1872 gav impulsen till gemensamt skandinaviskt lagstiftningsarbete, bland annat i fråga om växellagar, handelsregister, firma och prokura, sjölagar, köp och byte av lös egendom, äktenskaps ingående och upplösning med mera; åtskilliga överensstämmande lagar antogs, och arbetena på dessa områden fortgick ännu i början av 1900-talet.
Även på andra områden ägde samverkan rum mellan olika intressegrupper inom de tre folken. Man höll nordiska arbetsgivarmöten, filologmöten, lärarmöten, opolitiska studentmöten, läkarkongresser, fångvårdskongresser och så vidare; en nordisk skeppsredarförening bildades och man utgav nordiska tidskrifter av olika slag. Inom den nordiska litteraturen behandlades fortfarande under det tidiga 1900-talet "skandinavismen" från olika synpunkter i tidskriftsuppsatser och broschyrer, några bland dem med syfte att främja en "republikansk skandinavism" – i den riktningen sökte redan 1870 dansken Fredrik Bajer stifta ett "Nordisk fristatssamfund".
Den första Skandinaviska konstexpositionen ägde rum i Stockholm 1866, den andra i Köpenhamn 1872, den tredje i Köpenhamn 1888 och som den fjärde räknas Allmänna konst- och industriutställningen i Stockholm 1897. Mindre nordiska konstutställningar hölls även 1857 och 1861 i Kristiania (Oslo) och 1869 i Göteborg. På 1870-talet grundlades det stora Nordiska museet i Stockholm.
Det skandinaviska konst- och litteraturutbytet blomstrade inte minst under 1800-talets senare decennier med författare som offentliga aktörer av betydelse i samhällslivet, såsom Björnstjerne Björnson, Henrik Ibsen, August Strindberg, Georg Brandes.
Därtill exempelvis Fredrika Bremer, Johan Ludvig Runeberg, Henrik Wergeland, dansken Carl Ploug med flera. Vid ett offentligt möte i Köpenhamn 1846 med flera skandinaviska personligheter, såsom Grundtvig, framträdde även Carl Jonas Love Almqvist med föredraget Om Skandinavismens Utförbarhet för ett nordiskt samgående baserat på individernas oberoende, näringarnas frihet och folklig bildning.
I en broschyr 1906, Några tankar om skandinavismens framtid, framställde Ellen Key såsom skandinavismens mål uppgiften att bli "ett led i den stora mellanfolkliga fredsrörelsen", ledande till Skandinaviens neutralisering eller till "Nordens förenade stater" under en fortgående demokratisering. Det hände till och med att utlandet, även utanför de nordiska rikena, alltjämt ägnade skandinavismen en viss uppmärksamhet.

## Första världskriget stärker samhörighetskänslan
Första världskriget medförde – särskilt i form av gemensamma strävanden för neutralitetens upprätthållande och ömsesidigt bistånd vid anskaffandet av förnödenhetsvaror – ett politiskt närmande mellan Sverige, Norge och Danmark, kännetecknat bland annat av en rad kunga- och ministermöten som trekungamötet 1914 i Malmö.
Den nordiska samhörighetskänsla som under krigsåren på detta och andra sätt kom till uttryck ledde även till ett avsevärt vidgande och stärkande av det nordiska samarbetet på andra områden än det politiska. Som en medelpunkt för detta verkade de i de tre länderna 1919 bildade Föreningen Norden, så småningom utökad med en förening på Island (1922) och en i Finland (1924); alla fem hade samma syfte och stod i förtrolig samverkan med varandra. Nordiskt samarbete sker också genom Nordiska rådet, som grundades 1952, och Nordiska ministerrådet, grundat 1971. Under 2000-talet har i flera sammanhang förslag till en framtida nordisk federation eller ett nordiskt statsförbund väckts också i officiella politiska fora.